# Dorfkirche Oehna

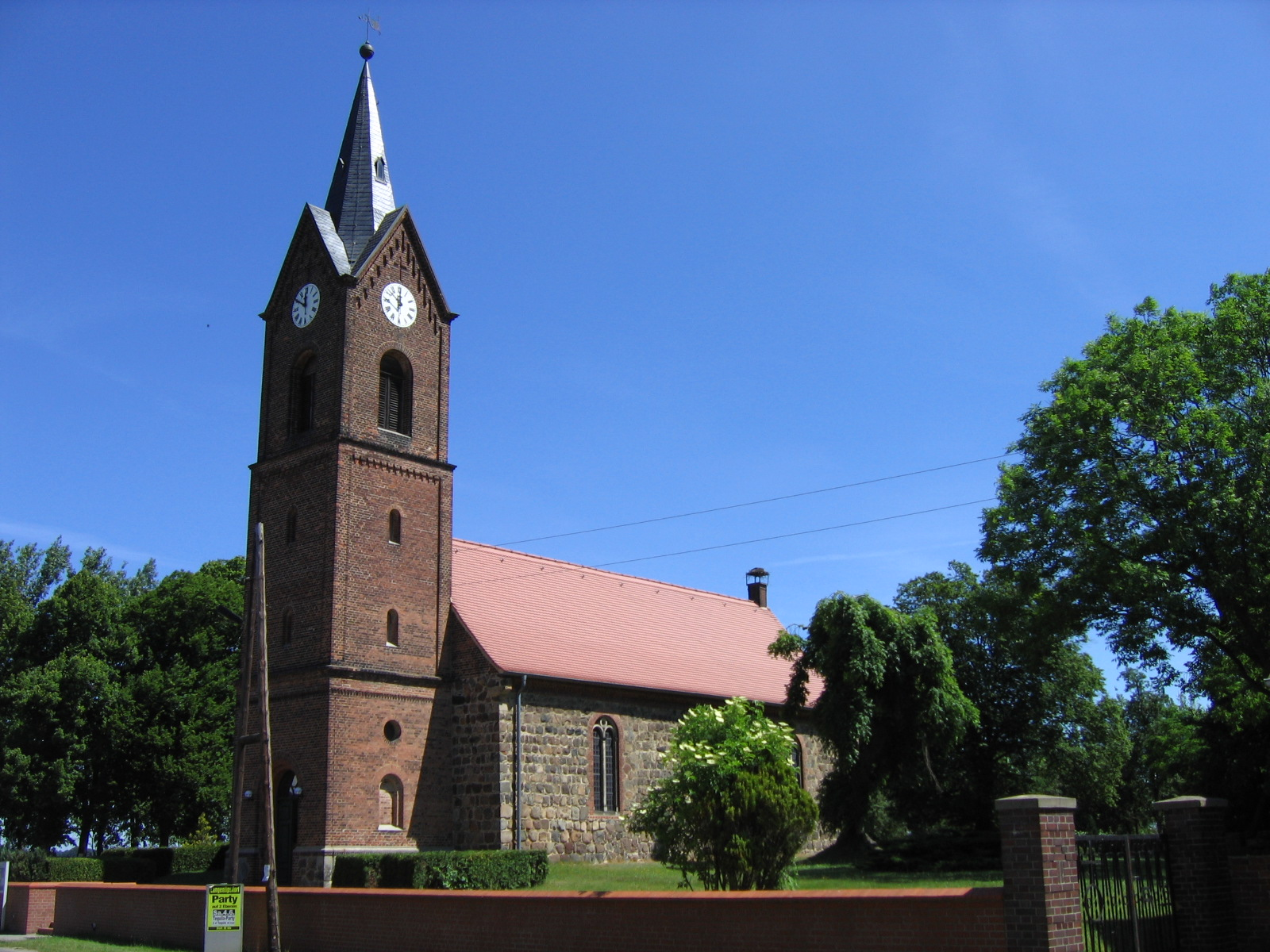
Dorfkirche Oehna

Die evangelische Dorfkirche Oehna in der Gemeinde Niedergörsdorf im Ortsteil Oehna im Landkreis Teltow-Fläming in Brandenburg befindet sich im nördlichen Teil des Ortes und steht unter Denkmalschutz. Die Kirche in Niedergörsdorf war seit 1216 Mutterkirche, heute wird ein Pfarrsprengel versorgt. Das Patronatsrecht hatte der Magdeburger Erzbischof. Die Kirche war von 1522 bis 1523 Wirkungsstätte des Geistlichen und Reformators Paulus von Rhoda. Er war aus Jüterbog vertrieben worden und wurde 1523 von Martin Luther nach Stettin gesandt.

## Kirche
Die heutige Kirche wurde in der zweiten Hälfte des 13. Jahrhunderts oder zu Beginn des 14. Jahrhunderts erbaut. Ein Kirchenführer des Kirchenkreises Zossen-Fläming vermutet, dass der Bau „wohl Mitte des 13. Jahrhunderts“ entstanden sei. Von dem Vorgängerbau, der bereits im Jahre 1192 bestand, ist nichts bekannt. 1672 wurde ein Dachturm aus Fachwerk erbaut. Im Laufe der Jahre wurden weitere Veränderungen an der Kirche vorgenommen, so in den Jahren 1795, 1832, 1844 und 1863/1864. 1873 erhielt sie im Wesentlichen ihr heutiges Aussehen.
In dieses Jahr fällt auch die Errichtung des eingezogenen Westturmes. Der Turm mit quadratischem Grundriss wurde aus Ziegeln erstellt. Den Abschluss des Turmes bilden vier Dreiecksgiebel und ein achtseitiger Spitzhelm. Bei einer Renovierung von 1938 bis 1939 wurde eine Heizung eingebaut. Damals wurde der mittelalterliche Altar abgerissen. Darunter wurden eine Hockerbestattung und Brandreste gefunden. Hier befand sich möglicherweise eine slawische Opferstätte, es wurden ebenfalls Scherben aus dem 12. Jahrhundert entdeckt. Die letzte Renovierung wurde 1997 bis 1998 durchgeführt.

### Bauschmuck
An der äußeren, südwestlichen Ecke des Kirchenschiffs befindet sich in 4,15 m Höhe ein Schachbrettstein im Mauerwerk.

### Ausstattung
Der barocke Altaraufsatz stammt möglicherweise aus dem Jahr 1698. An den Seiten des Kanzelkorbes befinden sich je zwei Säulen und Wangen in Form von Ohrmuscheln. In der Predella wird gezeigt, wie Geistliche Altarsakramente austeilen. Ursprünglich befand sich an Stelle des Kanzelkorbes ein Altarblatt. Das Altarleuchterpaar stammt aus dem Jahr 1739 und wurde aus Zinn gefertigt.
Die Orgel aus der zweiten Hälfte des 19. Jahrhunderts von der Firma Heerwagen aus Klosterhäseler erbaut. Der Orgelprospekt wurde im Stil der Neugotik gefertigt. Das Turmuhrwerk wurde im Jahr 1914 erstellt und stammt von Weule aus Bockenem.